# Museumkelder Derlon
De Museumkelder Derlon is een klein archeologisch museum in het centrum van de Nederlandse stad Maastricht, waar een belangrijke opgraving uit de Romeinse tijd te bezichtigen is. De opgraving is sinds 2004 beschermd als rijksmonument. De museumkelder bevindt zich in het souterrain van Hotel Derlon aan het Onze Lieve Vrouweplein en is op aanvraag toegankelijk.

## Geschiedenis
Eind jaren 1970 constateerde de eigenaar van hotel Derlon dat het gebouw niet meer voldeed aan de eisen van de tijd en toe was aan vervanging. Het bestaande gebouw was een statig hotel uit 1870 op de noordoosthoek van het Onze-Lieve-Vrouweplein, gebouwd op de plek waar van circa 1340 tot 1838 de Sint-Nicolaaskerk had gestaan, en, nog eerder, het laat-Romeinse castellum van Maastricht. Na sloop van het oude hotel, kreeg het Gemeentelijk Oudheidkundig Bodemonderzoek Maastricht onder leiding van stadsarcheoloog Titus Panhuysen de mogelijkheid om, voorafgaand aan de nieuwbouw, negentig dagen onderzoek te doen op deze site, waarvan vermoed werd dat het een archeologische 'hotspot' zou zijn.
De opgravingen gingen op 17 juni 1983 van start. Door de spectaculaire vondsten die volgden werd de opgravingsperiode met ruim twee maanden verlengd tot 29 november 1983. In deze periode werden op een diepte van 5-6 meter onder het huidige straatniveau onder andere een pre-Romeinse weg, resten van een Romeins heiligdom en delen van een laat-Romeinse castellum opgegraven. Het hart van het heiligdom, de tempel, ligt vermoedelijk onder de naastgelegen Onze-Lieve-Vrouwebasiliek, waar nog geen archeologische opgravingen hebben plaatsgevonden.
Het idee om de restanten van het Romeinse heiligdom op de plek zelf tentoon te stellen, bracht enig puzzelwerk met zich mee, doordat de nieuwbouw van het hotel drastisch aangepast moest worden en er extra geld nodig was. De in 1983 gevonden Romeinse gebouwrestanten werden in 1987 gerestaureerd en daarna geïntegreerd in het aangepaste bouwplan. De opening van Museumkelder Derlon vond plaats op 26 maart 1988. In 2003 werd de opgravingssite aangewezen als rijksmonument.
In 1996 vond in de aangrenzende pandhof van de Onze-Lieve-Vrouwebasiliek een aanvullende opgraving plaats, aan de hand waarvan de complete plattegrond van het ommuurde heiligdom kon worden vastgesteld. Er werd binnen de ommuring van de kloostergang geen tempel aangetroffen.

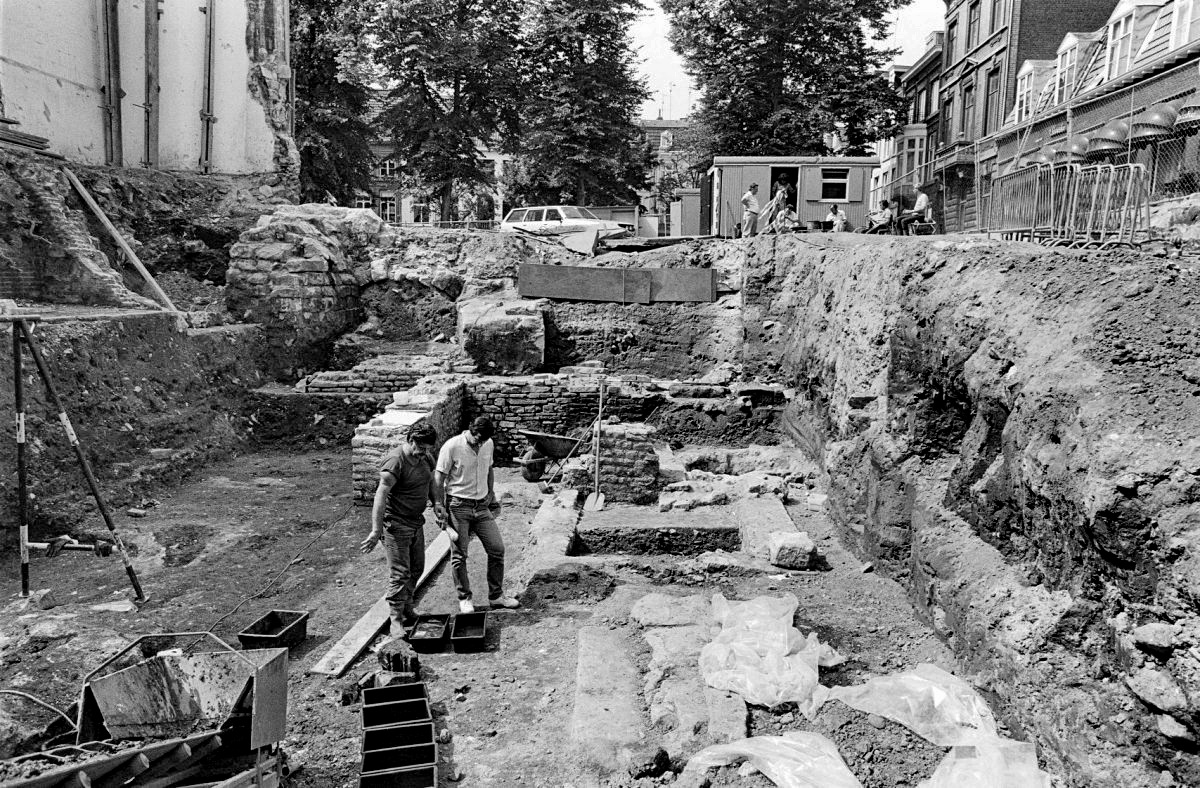
Overzicht opgravingssite, augustus 1983
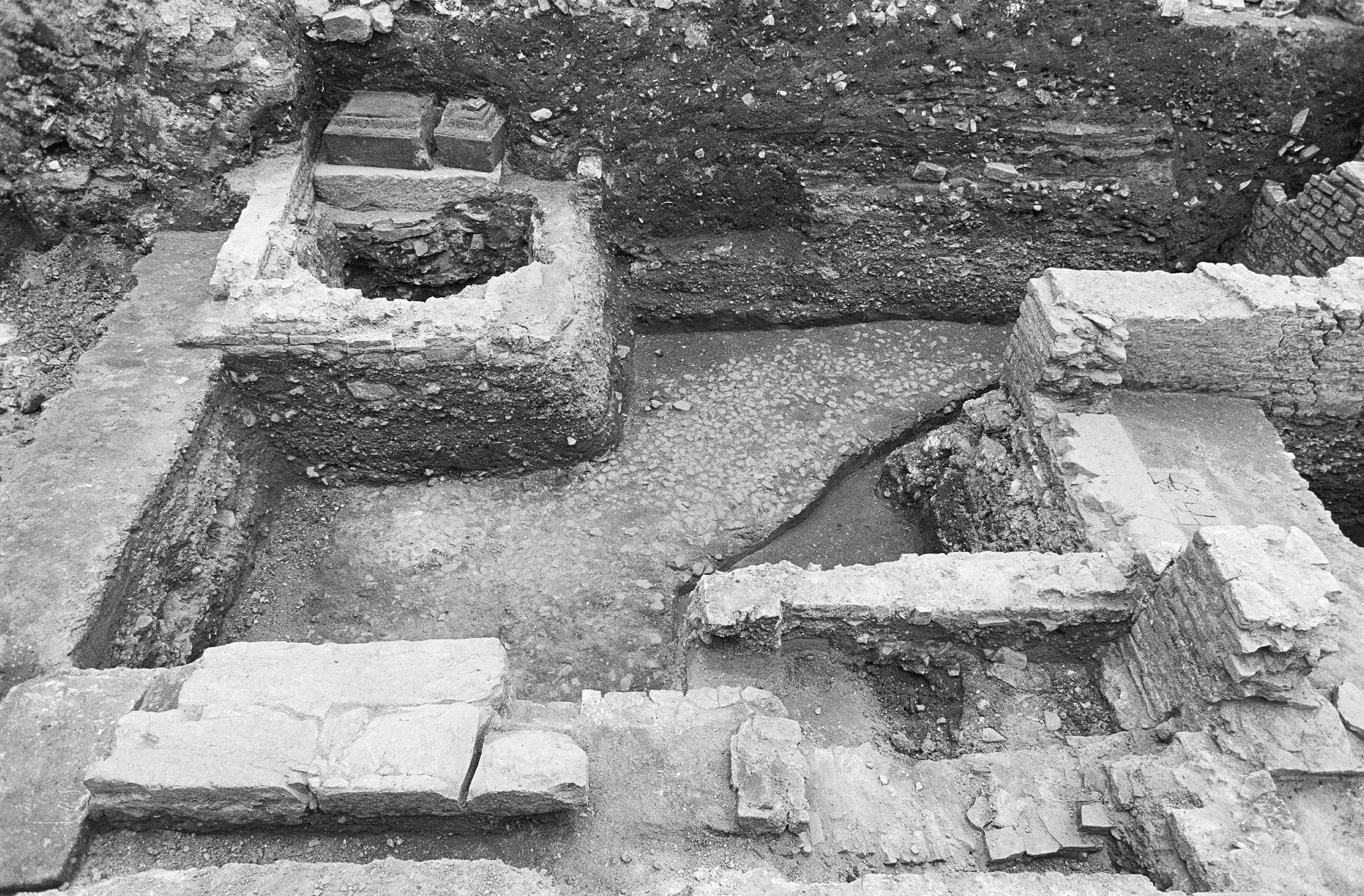
Keltisch weggetje en voetstuk Jupiterpijler, 1983
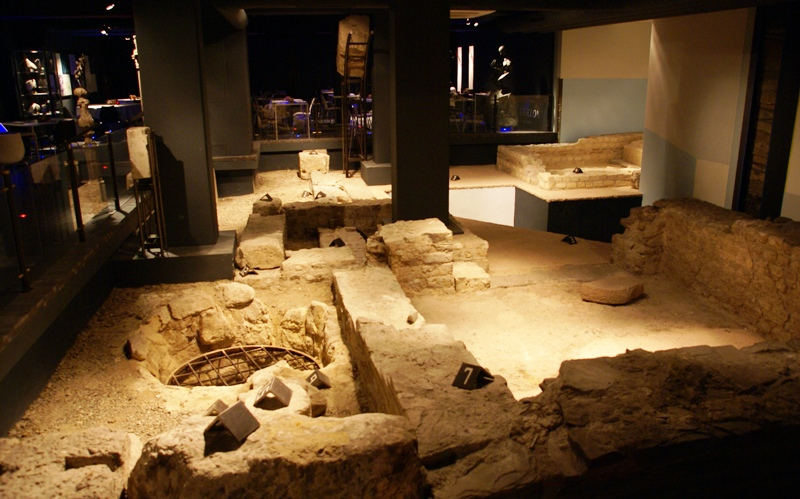
Overzicht geconserveerde opgravingssite, 2010
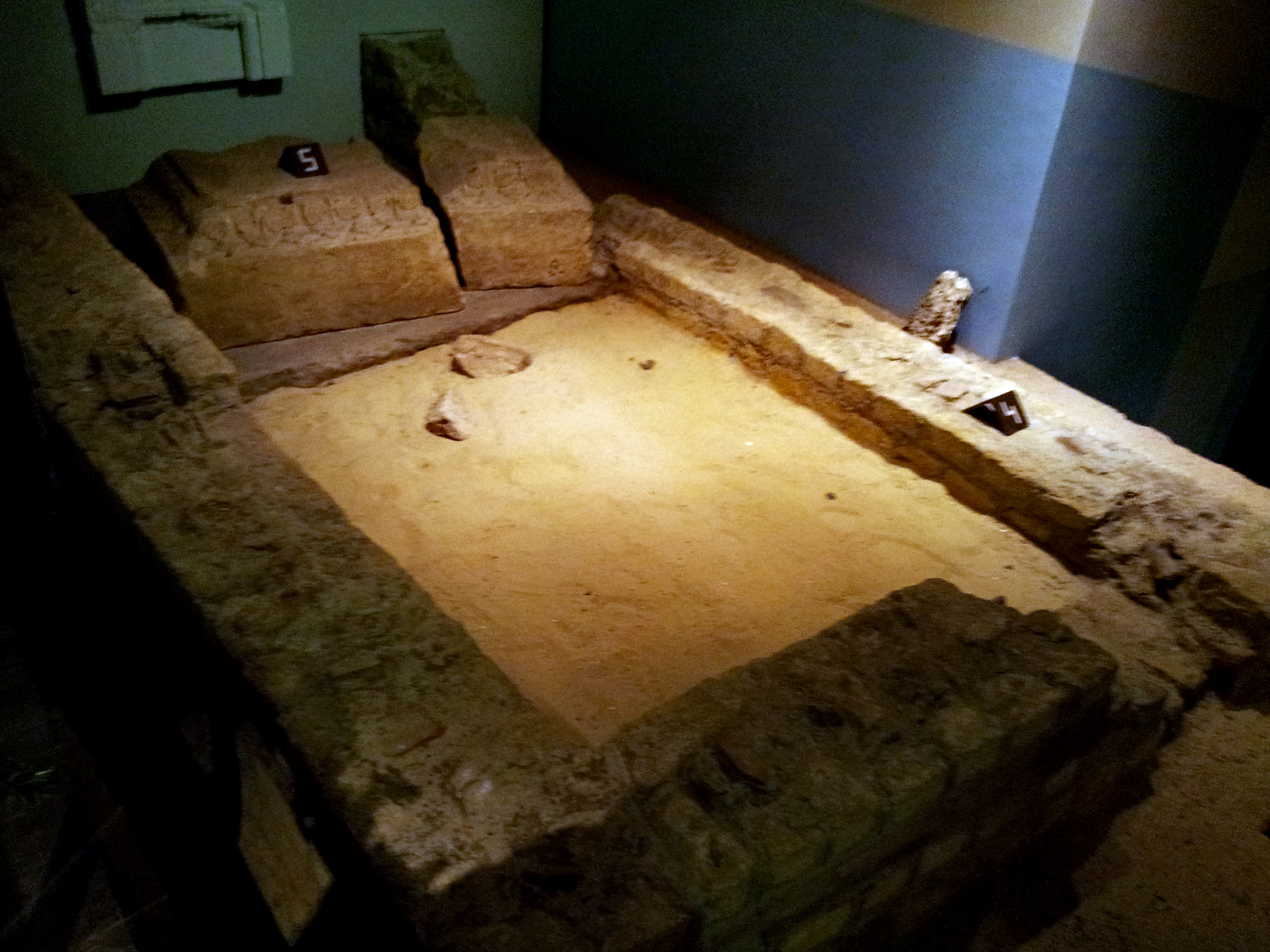
Ommuurd perkje met gebroken pijlervoetstuk, 2015

## Beschrijving

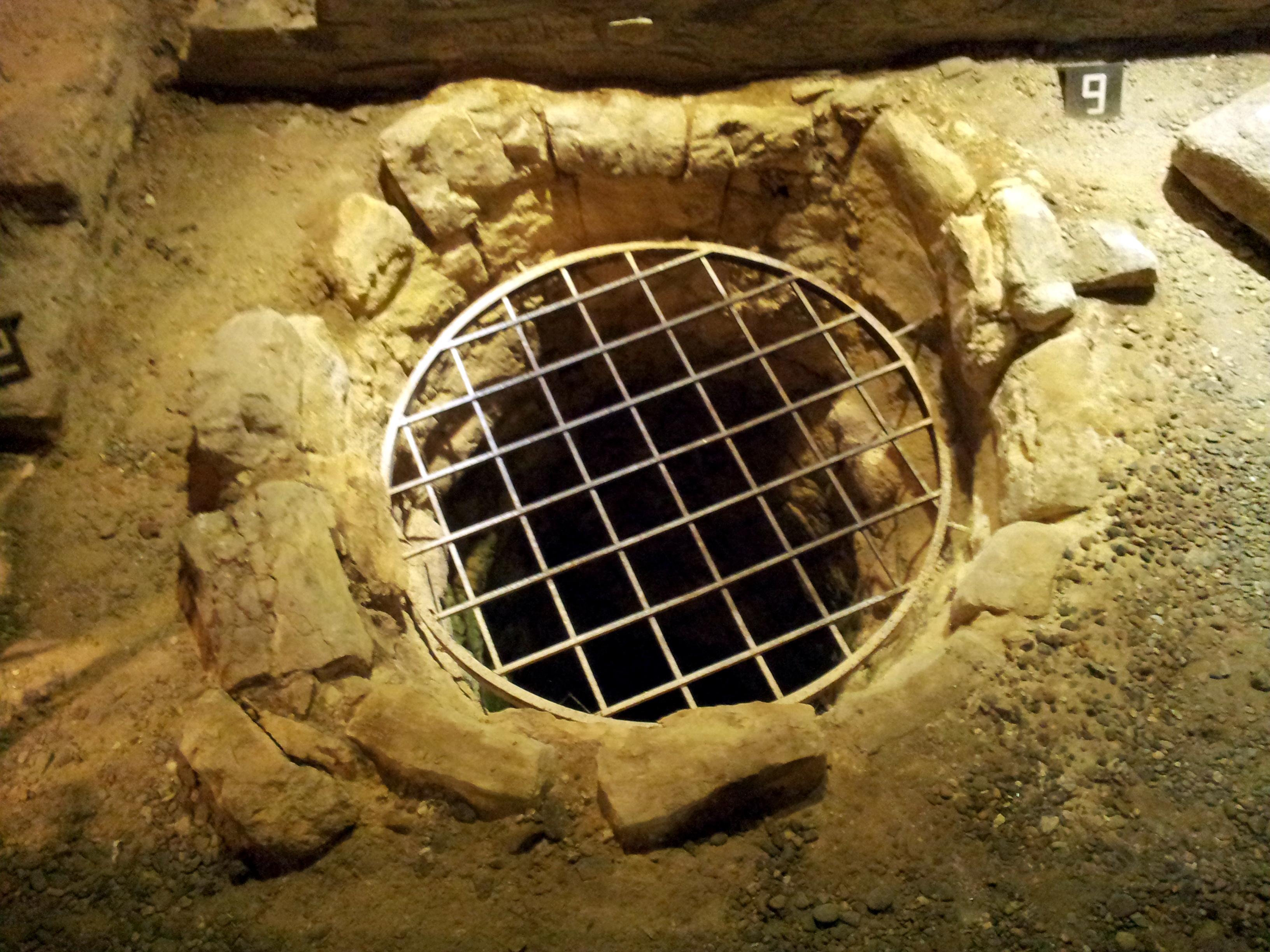
Romeinse waterput

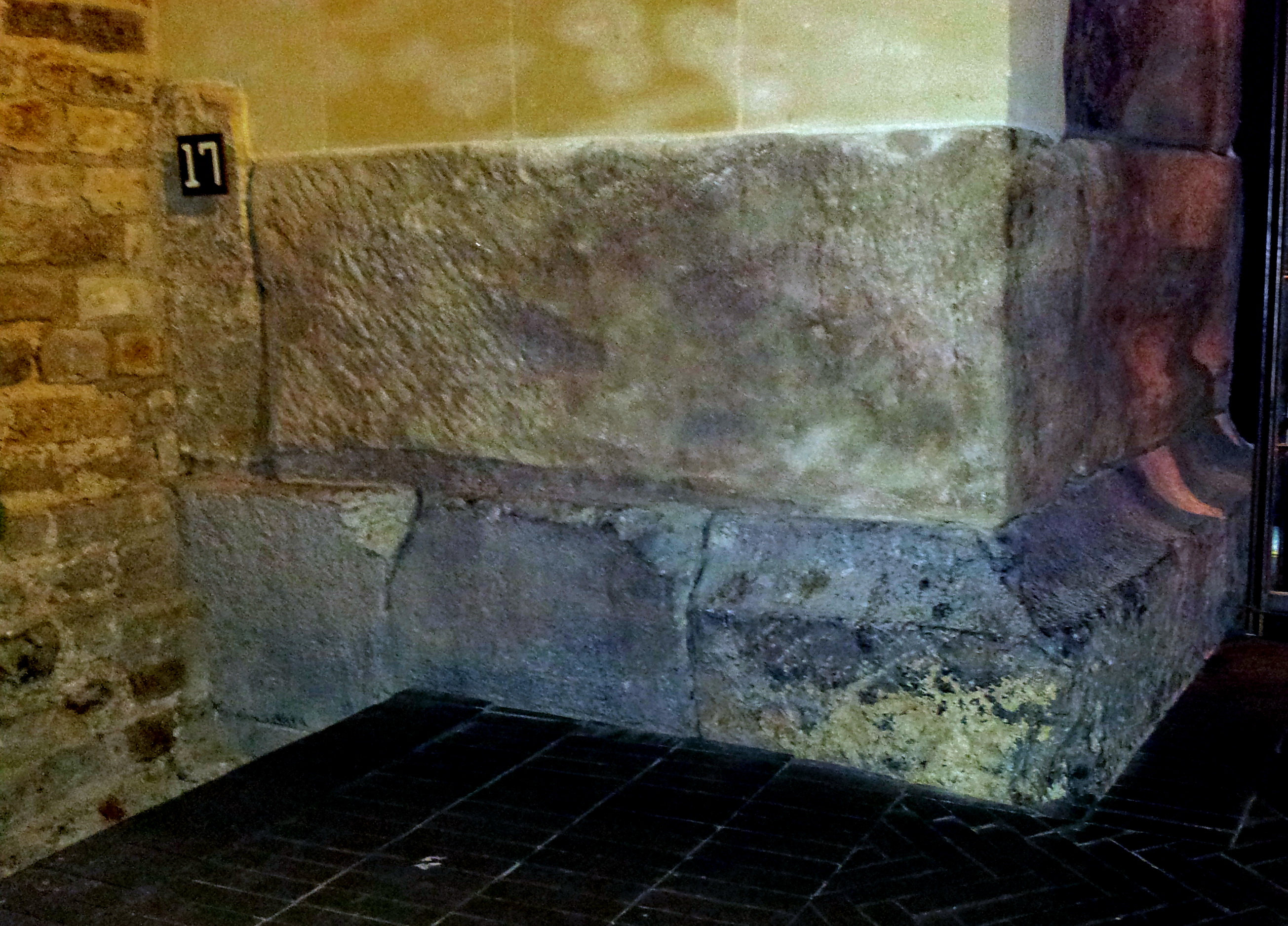
Deel van de castellumpoort

In Museumkelder Derlon zijn achter een glazen balustrade een aantal gerestaureerde, meest Romeinse bouwrestanten te bezichtigen:
- een met Maaskeien geplaveid weggetje (van vóór onze jaartelling, waarschijnlijk Keltisch);
- een grindweg met daarin verwerkt enkele grote steenblokken (spolia);
- een ommuurd heiligdom (temenos) met in de noordgevel een toegangspoort (eerste helft van de 2e eeuw na Chr.);
- een ommuurd en met rode mortel (opus signinum) afgewerkt plein (eerste helft 2e eeuw);
- een ommuurd perk met een deel van het voetstuk van de oorspronkelijk circa 9 m hoge Jupiterpijler van Derlon met een standbeeld van de god Jupiter (3e kwart 2e eeuw);
- een als 'winkeltje' aangeduide ruimte (3e kwart 2e eeuw; gerestaureerd in de 3e eeuw);
- een portaal naast de toegangspoort met hergebruikte sierlijsten (begin 3e eeuw);
- een waterput (vóór 270 na Chr., daarna dichtgegooid), gebouwd van lokaal gewonnen mergelblokken; een van de oudste mergelstenen bouwwerken in Limburg;
- restanten van de muren en de westelijke toegangspoort van het laat-Romeinse castellum van Maastricht (333)
- hergebruikte muren en sloopmateriaal ten behoeve van de fundering van een (militair?) magazijn tegen de binnenzijde van de castrummuur (4e eeuw).

Panelen geven aanvullende informatie over de resultaten van het archeologisch onderzoek op deze plaats. In 2013 werd een applicatie voor smartphones en tablets gepresenteerd, waarmee beoogd werd de beleving van de archeologische site te intensiveren door middel van augmented reality presentaties. 3D-reconstructies van het heiligdom en de directe omgeving moeten een indruk geven van de situatie zoals die in de Romeinse tijd zou kunnen zijn geweest.
In vitrines worden Romeinse vondsten tentoongesteld, waaronder bouwfragmenten, aardewerk, glaswerk en metalen voorwerpen. Bijzonder is de tuit van een schenkkan in de vorm van een dierenkopje (een stier?) uit de La Tène-periode. Van de Jupiterpijler zelf zijn, behalve het voetstuk, een achttal brokstukken overgebleven, waarvan twee grotere. De voet en de attributen van de godin Fortuna zijn duidelijk herkenbaar, evenals delen van Venus en Hercules. Van het twee meter hoge beeld van Jupiter zelf zijn een viertal fragmenten teruggevonden.

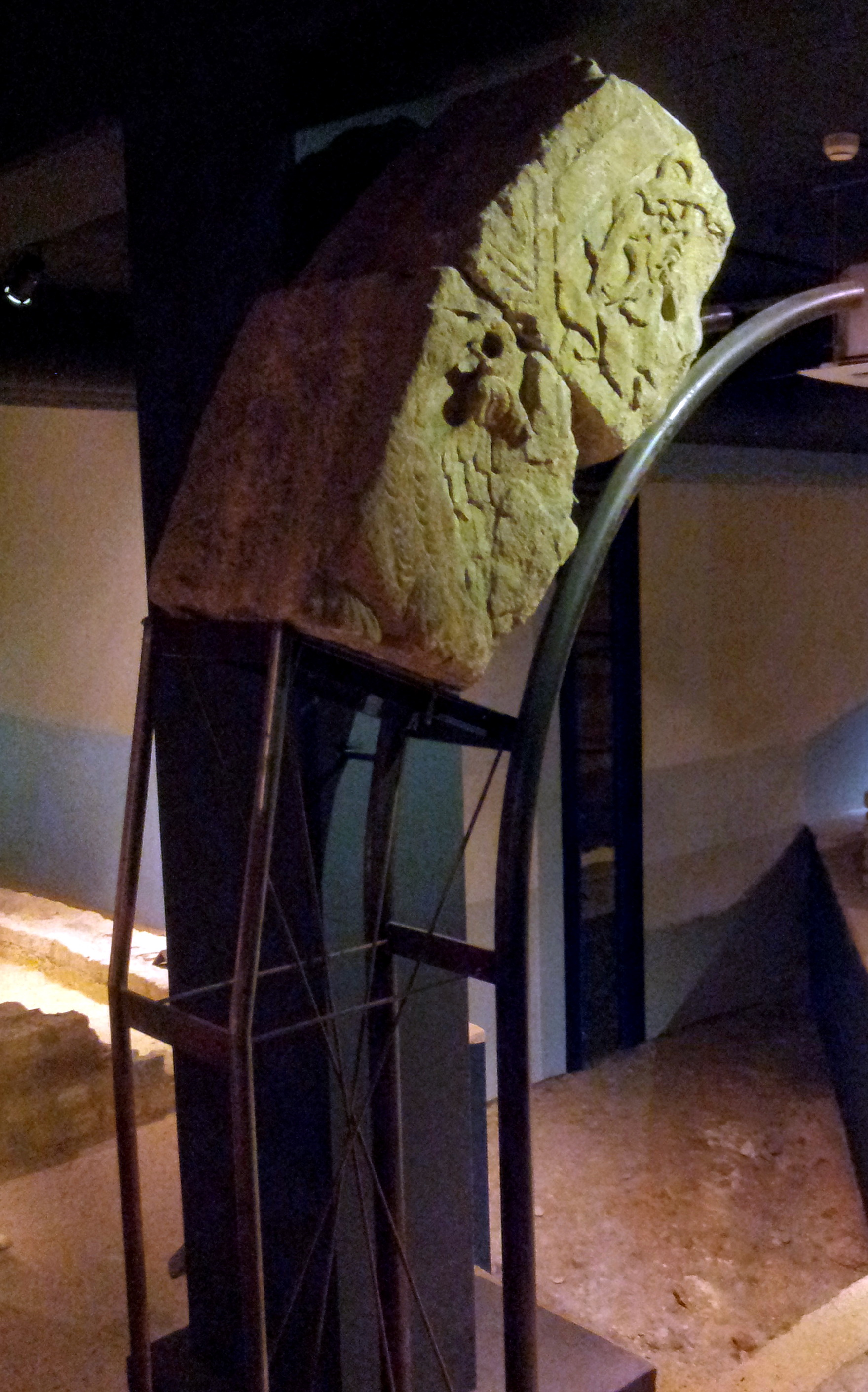
Boogfragmenten van toegangspoort heiligdom
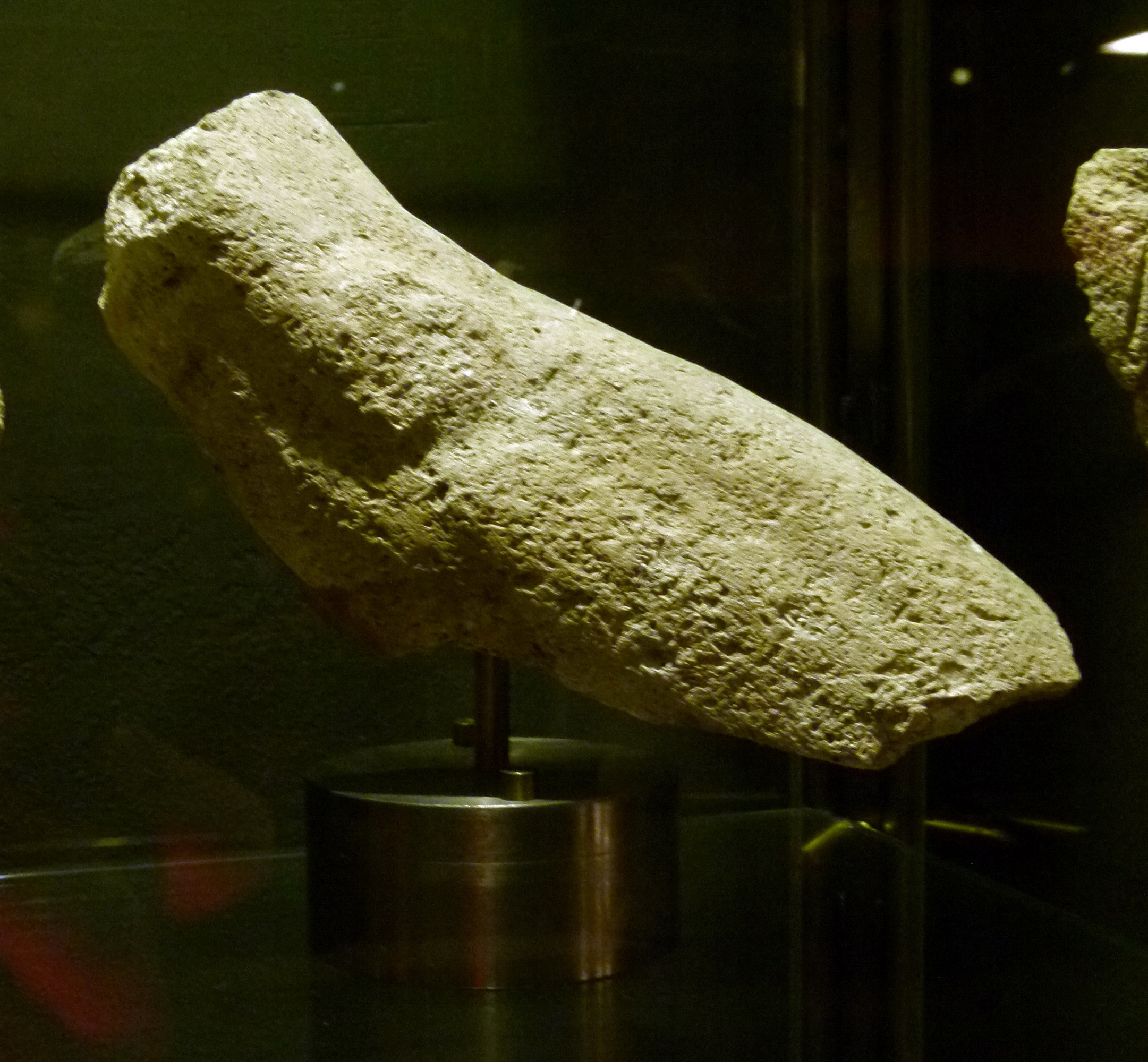
Fragment Jupiterpijler: rechterelleboog Jupiter
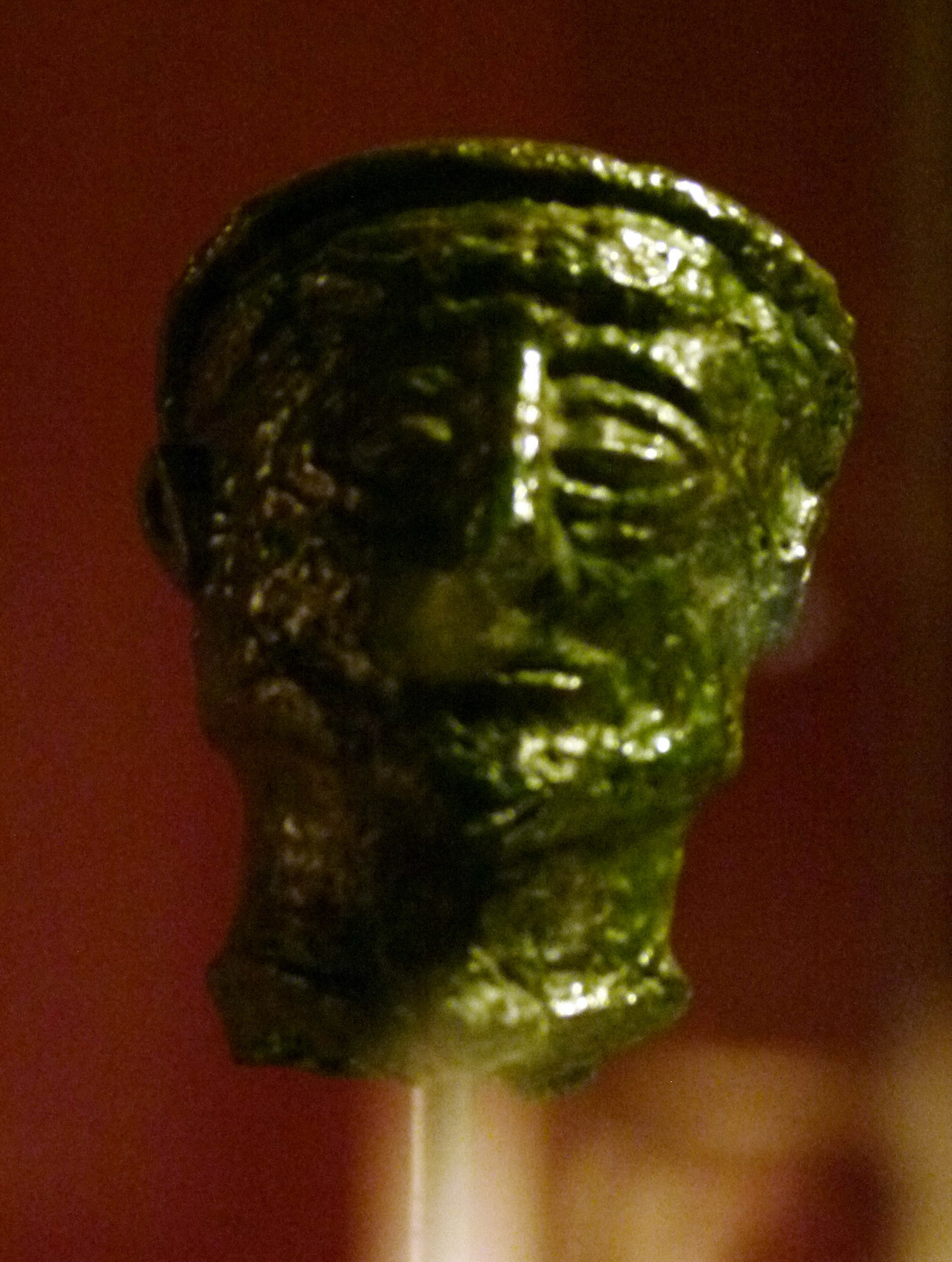
Bronzen hoofd van godenbeeldje
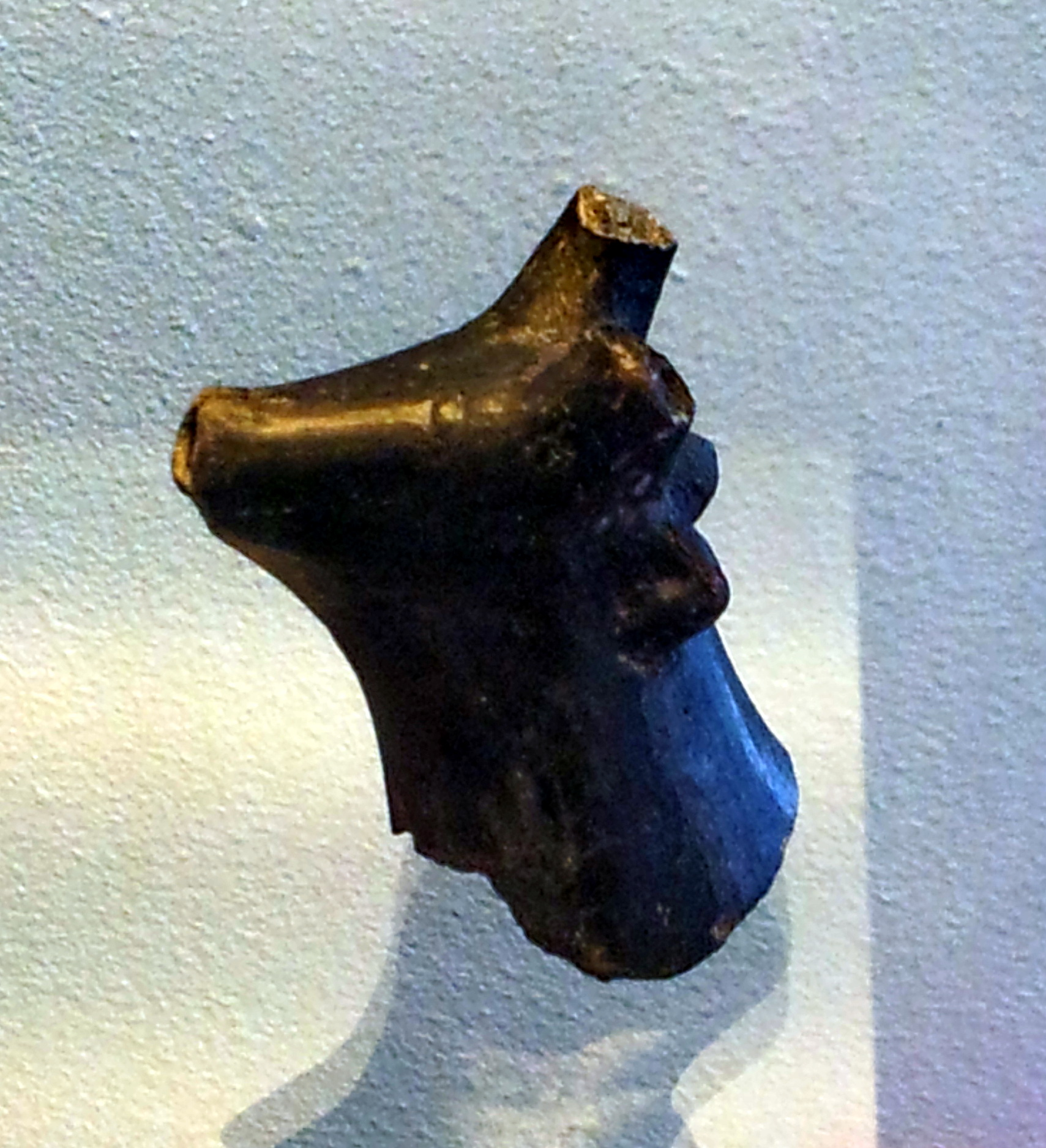
La Tène dierenkopje als schenktuit